# Сан Виторе (Сондрио)
Сан Виторе је насеље у Италији у округу Сондрио, региону Ломбардија.
Према процени из 2011. у насељу је живело 1670 становника. Насеље се налази на надморској висини од 290 м.